# Hà Tôn Mục
Hà Tông Mục (1653–1707), tự Hậu Như, hiệu Thuần Như, Chuyết Trai, Đôn Phủ, là một Tiến sĩ, một danh thần nổi tiếng thời Lê trung hưng, có nhiều công trạng đối với đất nước.
Ông quê ở làng Tỉnh Thạch, huyện Thiên Lộc (nay là xã Tùng Lộc, huyện Can Lộc) tỉnh Hà Tĩnh nằm ở phía nam Hồng Lĩnh. Vùng ấy còn có nhiều danh nhân như Đặng Dung, Đặng Tất... Dòng họ Hà của ông là một dòng họ khoa bảng, ông là hậu duệ đời thứ 7 của Tiến sĩ Hà Tông Trình (1434-1511) từng là thượng thư bộ Binh, bộ Hình, bộ Công, Tế tửu Quốc Tử Giám dưới thời Lê sơ.
Ông đỗ tiến sĩ năm 1688, lại đỗ đầu kỳ thi ứng chế, tức kỳ thi dành cho các tiến sĩ ở điện Vạn Thọ với đầu bài do chính vua ra. Mấy năm sau, ông lại đỗ khoa Đông Các, khoa thi đặc biệt chỉ dành cho những người đã đỗ tiến sĩ và đang làm quan.
Ông từng giữ các chức như: Lại khoa cấp sự trung (kiểm tra công việc quan lại, tổ chức); Nội tán (dạy học cho con, cháu vua); Thủy sư; Biên tu quốc sử quán; Đốc đồng (trấn giữ) hai xứ Tuyên - Hưng; Phủ doãn phủ Phụng Thiên (đứng đầu kinh đô); Chánh sứ; Tả thị lang bộ Hình (đứng thứ hai sau thượng thư, hàng tam phẩm).
Năm 1699, nhà Thanh xâm lấn Bảo Lạc (Cao Bằng), Hà Tôn Mục và Nguyễn Hành đã đẩy lui được quân Thanh trong cuộc đấu tranh ngoại giao với Sầm Trì Phượng. Năm 1703, ông đi sứ sang Trung Quốc. Vì đã hoàn thành xuất sắc nhiệm vụ, giữ được hòa hiếu giữa hai nước, vua Khang Hy hết sức cảm phục, tặng cho một bức đại tự do chính Khang Hy viết ba chữ "Nhược xung hiên", khắc gỗ và sơn son. Bức đại tự này hiện còn giữ tại đền thờ Hà Tông Mục ở quê ông; ba chữ đó có nghĩa là "khiêm nhường, trí tuệ, chí khí cao cả".
Hà Tôn Mục cũng là một trong các tác giả của Đại Việt sử ký tục biên.